# Brad Jones
Bradley "Brad" Jones (født 19. marts 1982 i Armadale, Perth) er en australsk fodboldspiller, der til daglig spiller i Feyenoord. Han fik sin tidlige fodboldopdragelse i klubben Middlesbrough F.C.. I august 2010 blev han solgt til Liverpool F.C. for omkring £2.3 millioner. Efter salget, kom han på lån til Derby County.